# Esmahan Aykol
Esmahan Aykol (Edirne, 1970) è una giornalista e scrittrice turca, conosciuta per i suoi romanzi gialli che hanno per protagonista Kati Hirschel.

## Biografia
Esmahan Aykol è nata a Edirne nel 1970 da una famiglia di immigrati: il padre era di origine macedone, la nonna era bulgara. Entrambi i genitori hanno studiato legge; il padre è un professore di diritto ebraico, la madre ha lavorato come insegnante di turco. A Istanbul Esmahan frequenta un collegio inglese dove il tedesco viene insegnato come seconda lingua, e poi si iscrive all'Università alla Facoltà di Legge.
Durante i suoi studi scrive articoli per giornali culturali turchi su questioni sociali, fra cui il problema dei bambini di strada. Finiti gli studi si trasferisce in Germania dove frequenta un corso di laurea magistrale presso l'Università Humboldt di Berlino, e si laurea con una tesi sulla differenza tra il divorzio turco e quello tedesco. Nel 1996 ritorna a Istanbul, dove apre un bar con un'amica, ma questa attività si rivela un fallimento. Con il marito decide di trasferirsi a Berlino, dove inizia a scrivere romanzi polizieschi in turco.
Esmahan Aykol vive e lavora tra Istanbul e Berlino. Ha acquisito la cittadinanza tedesca.

## Opere

### Romanzi gialli
Il suo primo romanzo, Hotel Bosforo (Kitapçı Dükkani) viene pubblicato nel 2001. La protagonista è Kati Hirschel, una donna di origini tedesche, proprietaria dell’unica libreria specializzata in romanzi polizieschi esistente a Istanbul. La sua curiosità e la sua passione per i romanzi polizieschi la portano ad investigare su un omicidio. Il libro, divenuto un bestseller, avrà come sequel Appartamento a Istanbul (Kelepir Ev 2003), Divorzio alla turca (Şüpheli Bir Ölüm 2007) e Tango a Istanbul (2012).
Fonte di ispirazione per la creazione del personaggio di Kati è stato Ernst Hirsch, professore di legge ebreo che, durante il nazismo, fuggì dalla Germania in Turchia. Ritornato nel suo paese dopo la fine della guerra, Hirsch diventa il primo rettore dell’Università libera di Berlino. Anche il padre della protagonista dei gialli di Aykol, Kati, viene presentato come un professore di legge ebreo che durante il nazismo dalla Germania fugge in Turchia; la ragazza cresce a Istanbul e parla il turco fluentemente.
I romanzi di Aykol, ambientati sia ad Istanbul che in Germania, giocano molto con i cliché e gli stereotipi che le due società, quella turca e quella tedesca, hanno una dell'altra. Temi centrali dei suoi libri sono l'immigrazione e la discriminazione, questioni che l'hanno coinvolta direttamente: Aykol proviene da una famiglia di immigrati e mentre studiava in Germania è stata vittima di discriminazioni. La scelta di avere come protagonista dei suoi romanzi una donna tedesca che vive a Istanbul deriva da questi suoi trascorsi.
L'avventura di Kati Hirschel inizia in Hotel Bosforo con una telefonata da parte di una vecchia amica, Petra Vogel, che divenuta attrice si trova a dover trascorrere qualche tempo a Istanbul per la produzione di un film turco-tedesco. Quando il regista del film viene ritrovato morto nella sua stanza d'albergo, Kati, in nome del rapporto di amicizia che la lega a Petra, decide di intervenire nelle indagini per cercare di aiutare l'amica, sospettata di aver compiuto il delitto. L'omicidio del regista è anche un'occasione per Kati di evadere dalla sua quotidianità e di vivere in prima persona ciò che fino a prima aveva vissuto soltanto attraverso la lettura dei libri.
Gli altri romanzi della saga trattano temi più vicini alla realtà sociale e politica turca, come la corruzione presente nel settore edilizio. La decisione di Kati di intraprendere un'indagine parallela a quella della polizia, motivata dalla scarsa fiducia da lei riposta in questa istituzione, rispecchia il giudizio dell'autrice sull'inaffidabilità del sistema di giustizia turco.

### Savrulanlar
Nel 2006 Aykol pubblica Savrulanlar, con il quale abbandona le vesti di scrittrice di romanzi gialli e si dedica a temi sociali, come quello dell'immigrazione. Protagonista del romanzo è Ece, una donna che decide di trasferirsi a Londra in seguito a un rapporto amoroso fallito. Il libro è un'ode all’antica arte dei novellatori, tradizione che gode tuttora di grande riconoscimento tra le comunità curde e armene in Turchia. Ece, bloccata in una terra sconosciuta, ricorda le storie che le ha raccontato il nonno, un gioielliere armeno. Attraverso le memorie di questi ricostruisce gli eventi drammatici accaduti in Turchia nei primi anni della Prima Guerra Mondiale, e la deportazione degli Armeni del 1915-1916.
Essendo quest'ultimo un argomento tabù in Turchia, pochi sono gli scrittori che ne hanno trattato nelle loro opere. Esmahan Aykol descrive la violenza di questo atto e la persecuzione subita dalla popolazione armena, affrontando di pari passo anche il tema della migrazione. L'autrice interrompe spesso la storia centrale nel mezzo di una scena che funge da collante per introdurre il ricordo del nonno, creando con questa tecnica un collegamento tra la migrazione del popolo armeno durante la deportazione e la situazione contemporanea degli immigrati. L'immigrazione passata è vista attraverso gli occhi del nonno di Ece, quella contemporanea attraverso gli occhi della stessa Ece.
Per rendere più realistico il suo romanzo Aykol si è allenata con un orefice in un negozio in Kreuzberg e con un argentiere americano a Istanbul.

## Opere principali

### Romanzi gialli
- 2001. Hotel Bosforo (Kitapçı Dükkani), Palermo Sellerio 2013, ISBN 88-389-2471-6
- 2004. Appartamento a Istanbul (Kelepir Ev), Palermo Sellerio 2011, ISBN 88-389-2554-2
- 2007. Divorzio alla turca (Şüpheli Bir Ölüm), Palermo Sellerio 2012, ISBN 88-389-2642-5
- 2014. Tango a Istanbul (Tango Istanbul), Palermo Sellerio 2014, ISBN 88-389-3232-8

### Romanzi
- Savrulanlar, Istanbul, Turkuvaz, 2006, ISBN 975-9174-36-7.

### Racconti
- Rubacuori a Capodanno, dall'antologia Capodanno in giallo, Sellerio, 2012
- Alla scuola femminile di Corano..., dall'antologia La scuola in giallo, Sellerio, 2014
- Rifugiato, dall'antologia Il calcio in giallo,  Sellerio, 2016
- Macchie gialle, dall'antologia Un anno in giallo, Sellerio, 2017